# Nuestro barrio
Nuestro barrio é uma telenovela mexicana, produzida pela Televisa e exibida em 1965 pelo Telesistema Mexicano.

## Elenco
- Carmen Montejo
- Julio Alemán
- Guillermo Zetina
- Jacqueline Andere